# 数納清
数納 清（かずのう きよし、1903年3月7日 - 1991年12月1日）は、日本の実業家。
朝日生命保険社長をつとめた。

## 来歴
北海道札幌市出身。1926年に東京帝国大学経済学部を卒業し、帝国生命保険（現・朝日生命保険）に入社。台北支店長などを経て、1947年朝日生命保険取締役、1965年に社長に就任。1975年会長、1979年相談役。
この間古河三水会理事長をつとめるなど、財界人としても活躍した。
1969年藍綬褒章、1975年勲二等旭日重光章。

## 著書
- 英米の社会保障制度解説（1950年）
- 塩断ち（1979年）